# Scrat: Spaced Out
Scrat: Spaced Out è un cortometraggio del 2016 diretto da Mike Thurmeier e Galen T. Chu. Il corto ha come protagonista lo scoiattolo Scrat della saga L'era glaciale.

## Trama
Subito dopo gli eventi de L'era glaciale - In rotta di collisione, Scrat è ancora a bordo dell'UFO e si prepara a tornare sulla Terra quando all'improvviso viene catturato da un altro UFO.
Sulla nave scopre che i suoi rapitori sono delle scoiattole aliene di nome Scratazon che vogliono la sua ghianda, quando scoprono che è sulla nave cercano di ucciderlo ma falliscono, a quel punto rubano la ghianda ma Scrat la recupera con un raggio attrattore, tuttavia anche la leader delle Scratazon usa il raggio attrattore scatenando una rissa che causa la distruzione del nocciolo della ghianda che causa la distruzione dell'astronave.
Questo causa anche la creazione di un buco nero che risucchia le aliene tranne la loro leader che cerca di prendere la ghianda venendo però spinta nel buco nero e quindi sconfitta da Scrat che però ci finisce anche lui insieme alla sua amata ghianda, tuttavia viene risputato fuori ma la sua ghianda viene nuovamente risucchiata con irritazione di Scrat.